# الرومانية الكاثوليكية في منغوليا

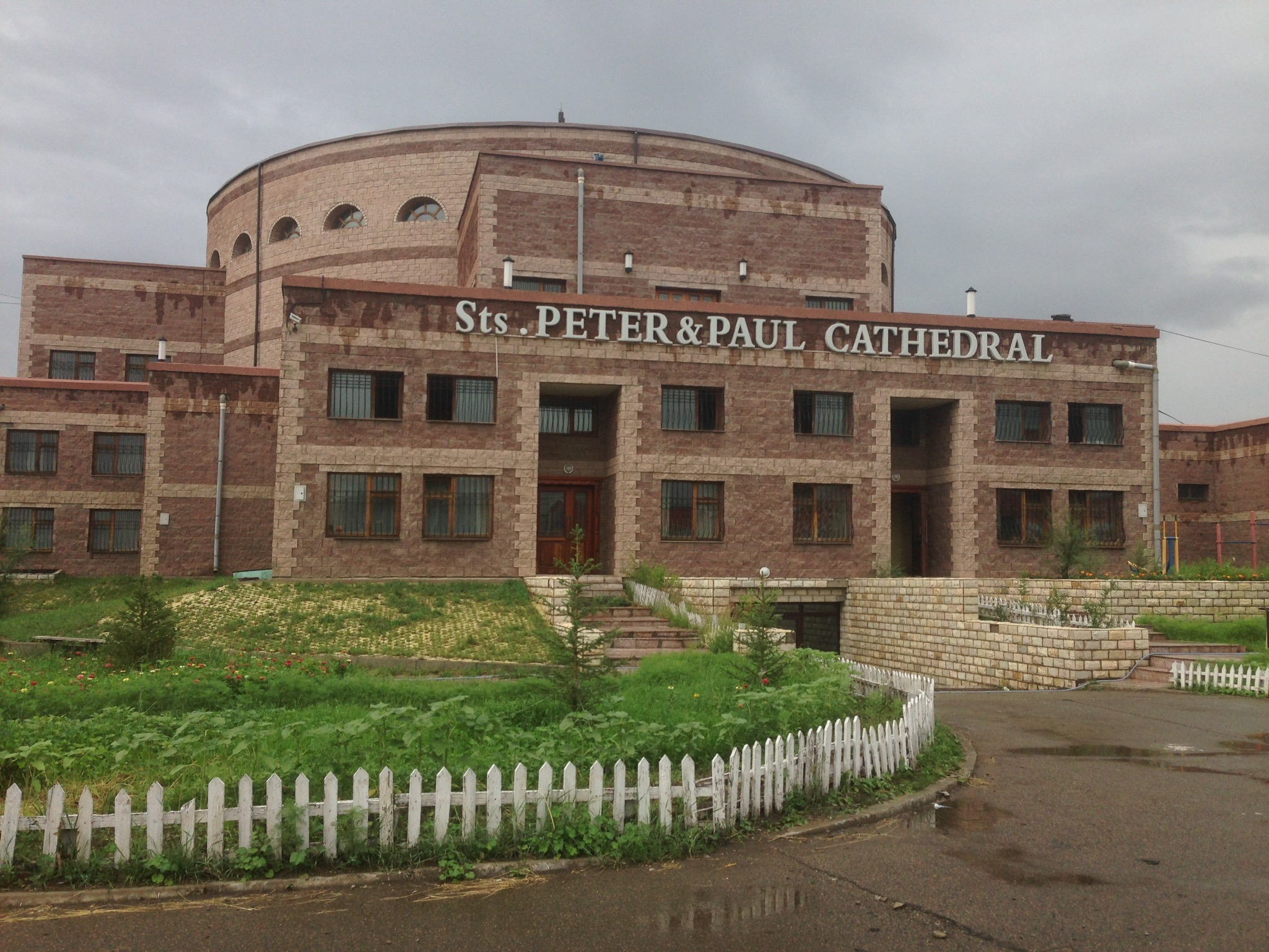
كنيسة القديس بطرس وبولس في أولان باتور.

الكنيسة الكاثوليكية المنغوليَّة هي جزء من الكنيسة الكاثوليكية العالمية في ظل القيادة الروحية للبابا في روما؛ تضم البلاد حوالي ألف كاثوليكي ويقومون بالتعبد في ثلاثة كنائس في العاصمة أولان باتور، بالإضافة إلى عدد من الكنائس في دارخان وأرفايخيه وإردينيت، وتملك الكنيسة عدد من محطات البعثات التي قد تنمو إلى كنائس. يمكن للأشخاص الذين تقل أعمارهم عن 16 عاماً الحصول على التعليم المسيحي فقط مع موافقة من قبل الوالدين مكتوبة، ويسمح بممارسة إيمانهم فقط في مباني الكنيسة. كما يحظر على الكهنة ارتداء الملابس الكهنوتيَّة في الأماكن العامة.
وصلت الكاثوليكية للبلاد لأول مرة في القرن الثالث عشر خلال عصر الإمبراطورية المنغولية، خلال المبشرين الفرنسيسكان والدومينيكان، والذين وصلوا إلى البلاط في قراقورم وأيضاً من خلال البعثات الكاثوليكية في القرون الوسطى القادمة من الصين. نجح المبشرين الكاثوليك في جذب أتباع عهد عهد مملكة يوان الصينيَّة في أواخر القرن الثالث عشر أوائل القرن الرابع عشر. ومع ذلك بعد سقوط حكم أسرة يوان على يد سلالة مينغ الحاكمة في عام 1368، مما أدَّى إلى طرد المسيحيين من الصين. خلال تلك الحقبة أعتنق العديد من المغول في الجزء الغربي من الإمبراطورية المنغولية الإسلام ديناً، ومع انهيار الإمبراطورية المغولية بأكملها في القرن الرابع عشر اختفت المسيحية تقريباً من آسيا الوسطى، ولم تظهر من جديد إلا بعد حرب الأفيون الثانية في منتصف القرن التاسع عشر. خلال القرن التاسع عشر تأسست بعثة كاثوليكية للعمل في منغوليا الخارجية، ومُنحت منغوليا خلال هذه الحقبة أول ولاية قضائية كاثوليكية، ولكن توقفت عن العمل في غضون سنة عندما جاء النظام الشيوعي إلى السلطة وحيث لم يُسمح بحرية الفكر والدين.
مع إدخال تبني البلاد الديمقراطية في عام 1990، عاد المبشرين الرومان الكاثوليك للبلاد ولبناء الكنيسة من الصفر. اعتباراً من عام 2006 ضمت البلاد نيابة رسوليَّة والتي يرعاها أسقف وثلاث كنائس، وأقيمت العلاقات الدبلوماسية بين الفاتيكان ومنغوليا منذ عام 1992. كان البابا يوحنا بولس الثاني مقرراً لزيارة منغوليا جنباً إلى جنب مع مدينة قازان، لكنه ألغى في نهاية المطاف الرحلة. وبحلول عام 2014، كان هناك 919 كاثوليك في البلاد متوزعين على ستة أبرشيات.